# 薛式
薛式（1078年—1191年），又名薛道光、薛道原，字太源，北宋时阆州（今四川阆中）人，亦有说为陕西鸡足山人。為北宋時期道教金丹派南宗或「紫陽派」尊奉的五位為重要人物（南五祖）之一。

## 簡介
曾出家为僧，法号紫贤。雲遊長安，在開福寺修習禪法，因桔樨頓悟“無上圓明真實法要”，曰：“軋軋相從響發時，不從他得豁然知；桔槔說盡無生曲，井裡泥蛇舞柘枝。”宋徽宗崇宁五年（1106年）冬天，薛道光住在郿县青镇（即今陕西省眉县）遇到「杏林真人」石泰，得传授金丹大道。从此薛道光弃僧从道。后以丹法授陈楠。宋光宗绍熙二年（1191年）道成升仙，世寿114岁。著有《悟真篇注》、《还丹复命篇》、《丹髓歌》等。